# لولو، کامرون
لولو، کامرون (انگلیسی: Lolo, Cameroon) روستایی است در بخش کادی، واقع در منطقه شرقی، کامرون است که جمعیت آن در سال ۲۰۱۳ حدود ۲۰۰۰ نفر بود.

## خصوصیت جغرافیایی
در اولین ماه‌های سال ۲۰۱۴، در روستای لولو در حدود ۱۰٫۰۰۰ پناهنده که از جمهوری آفریقای مرکزی فرار کرده بودند،در این محل اسکان یافتند. در تاریخ ۱۴ مارس ۲۰۱۴، حدود ۲٫۰۰۰ کودک در اردوگاه این روستا وجود داشت.
در ۲۱ فوریه ۲۰۱۴ کمیساریای عالی پناهندگان سازمان ملل متحد گفت که این محل ۴۶ کیلومتر از مرز جمهوری آفریقای مرکزی فاصله دارد ومی تواند «تا ۱۵۰۰۰ پناهنده» را بپذیرد.
در ۳ ژوئن ۲۰۱۴، برنامه جهانی غذا گزارش داد:
دور جدید توزیع مواد غذایی از ۲۲ مه آغاز شد. در گندوبازار، لولو، بورگوپ و تمانگولو تعداد ۲۹٫۷۸۰ پناهنده در محل‌های احداث شده و ۱۷٫۳۶۹ پناهنده در نقاط جابجایی از جیره ۳۰ روزه (مجموع: ۷۸۲ مترمربع) بهره‌مند شدند. توزیع‌ها در نقاط جابجایی مبای مبوم و گاروآ بولای صورت گرفت.

## گسترش
مکان دوم، که «لولو ۲» نامگذاری شده، در فاصله ۳٫۴ کیلومتری، در طول عرض ۴٫۲۸۳۳ و درجه و طول ۱۴٫۹۰۰۰ درجه است.
اردوگاه پناهندگی امبیلِ در نزدیکی روستای لولو واقع شده‌است.